# Buzás Attila
Buzás Attila (Paks, 1974. január 31. –) magyar labdarúgó.

## Pályafutása
1997 és 1999 között a Diósgyőri VTK, 1999–00-ben az FC Sopron, 2000 és 2002 között a Budapest Honvéd, 2002 és 2005 között a  Dunaferr SE, 2005 és 2009 között a Paksi SE labdarúgója volt.